# Sonaca 200
Le Sonaca 200 est un avion biplace développé et produit par Sonaca Aircraft. Avec une structure en alliage d'aluminium, et une masse au décollage maximale de 750 kg, le Sonaca 200 est destiné à l'aviation générale et à la formation de pilotes.

## Historique

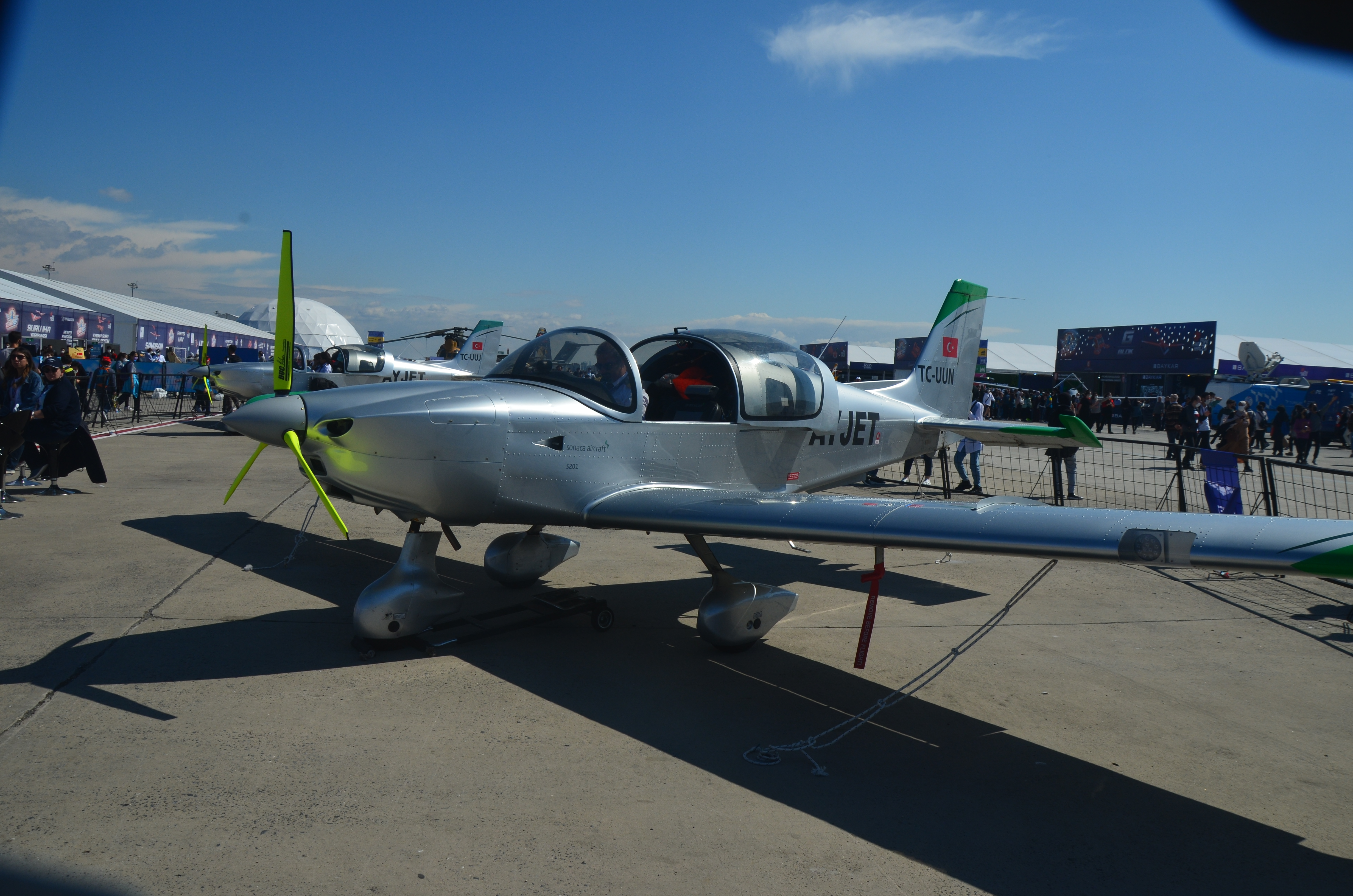
Un Sonaca 200 immatriculé en Turquie en 2021.

Le premier vol test du Sonaca 200 a eu lieu le 19 juin 2017 à l'aéroport de Charleroi. Le 12 juin 2018, l'AESA délivre le certificat de type à Sonaca Aircraft pour le Sonaca 200. La ligne d'assemblage comptant une trentaine d'employés du Sonaca 200 est inaugurée le 20 septembre 2019 sur l'aérodrome de Namur,. C'est le seul avion à être produit en Belgique jusqu'à l'annonce de la fin de production le 23 mai 2022 avec 57 unités. Le dernier produit sera livré au mois de juillet.

## Accident
Le 24 octobre 2021, le prototype "mission" du Sonaca 200 Trainer Pro immatriculé OO-STI dans une version transformée en prototype d'utilitaire, s'est écrasé à Yves-Gomezée, dans la province de Namur, pour des raisons encore inconnues. Le pilote d'essais a pu sauter de l'avion, atterrissant sans encombre.